# Centro de recuperación de fauna
Un centro de recuperación de fauna es un lugar donde se reciben animales silvestres heridos, enfermos o huérfanos, para su cuidado y liberación.

## Historia
El concepto tiene su origen en una conducta antigua de muchas personas que recogían animales heridos y los cuidaban en su propia casa hasta poder asegurar su vuelta a la naturaleza. No obstante, los primeros centros de recuperación no aparecen hasta los años 80 en España, promovidos por grupos conservacionistas.

## Objetivos
El principal objetivo es proporcionar comida, alojamiento y cuidado médico a estos animales para devolverlos a la naturaleza. Sin embargo, el trabajo que suelen desarrollar abarca otros muchos objetivos:
- Mantenimiento de fauna salvaje
- Evitar el sufrimiento de los animales por causas humanas
- Controlar la suelta de especies invasoras
- Sensibilización social
- Reproducción de especies amenazadas
- Reintroducción de especies desaparecidas
- Detección de problemas medioambientales

### Estadística

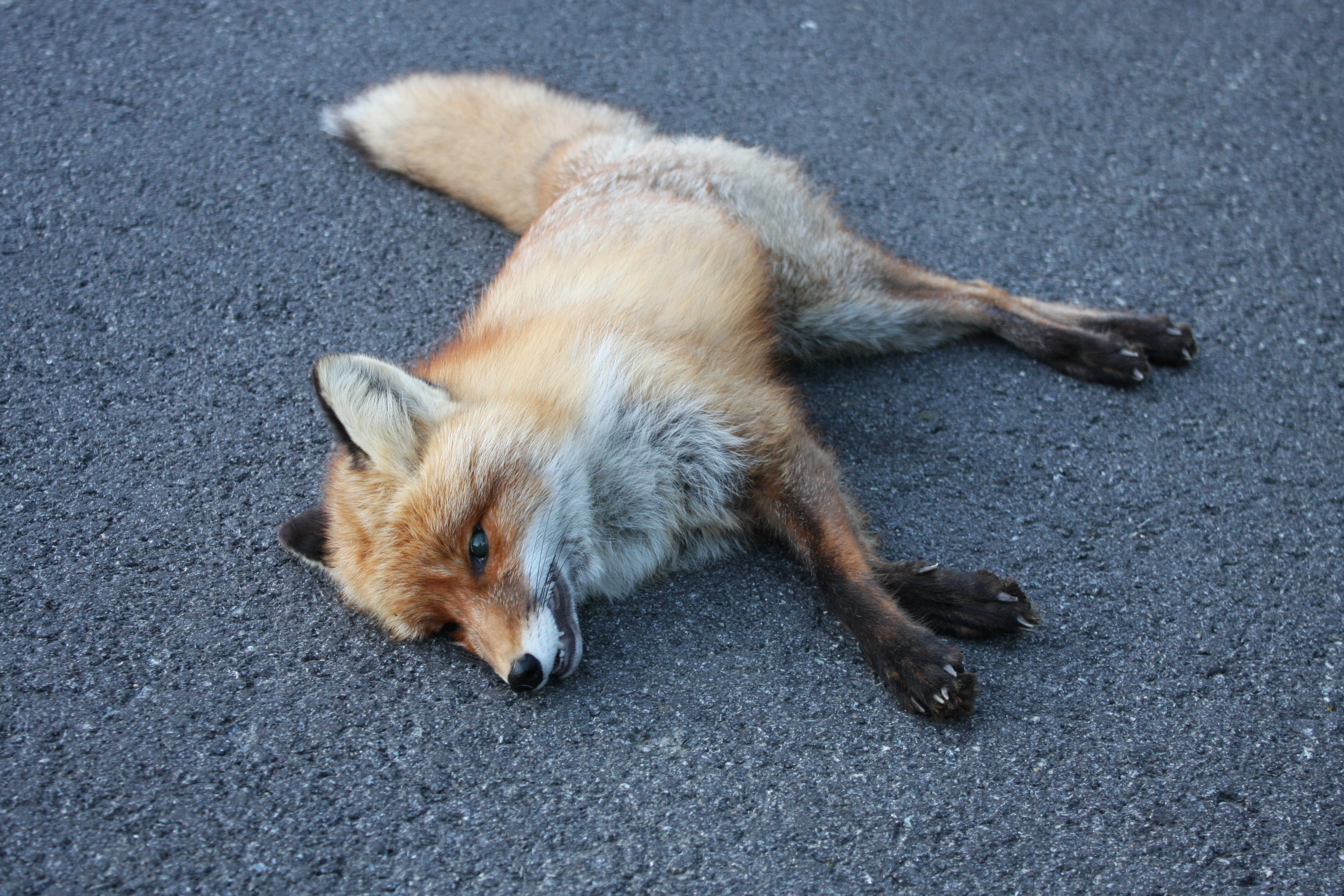
Zorro muerto por atropello en una carretera.

Una parte importante para valorar la utilidad de estas instituciones es llevar un registro de los animales que llegan a los centros, la causa de ingreso y el estado en que se encontraban, y el número y las condiciones en que se liberan los animales finalmente.
Está comprobado que más del 50% de las causas de entrada están relacionadas con la propia actividad humana, de forma directa o indirecta:
- Atropellos en carreteras.
- Colisiones con tendidos eléctricos
- Intoxicaciones (cebos envenenados, vertidos)
- Disparos y trampas

## Proceso

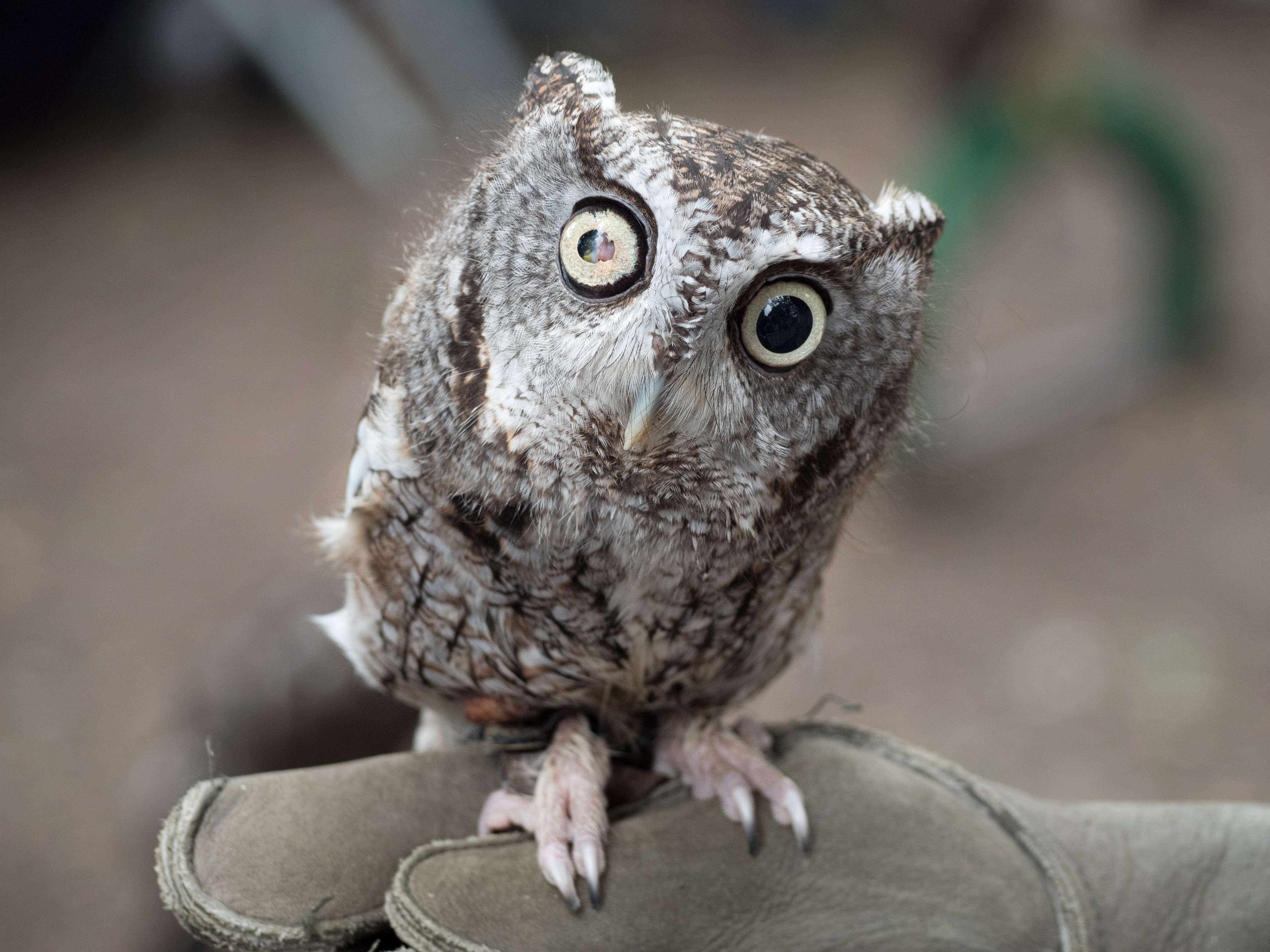
Autillo yanqui (Megascops asio) recuperado después de una lesión

La rehabilitación empieza cuando el animal es encontrado y se avisa al personal de un centro de recuperación. El animal es examinado para valorar su situación y las posibilidades de éxito de la rehabilitación.
Si se decide que puede recuperarse para ser capaz de volver a la naturaleza, el animal recibirá una alimentación y manejo adecuados, así como un tratamiento veterinario apoyado en el uso de: fármacos, métodos diagnósticos (análisis laboratoriales y técnicas de imagen), cirugía...
Cuando no es posible conseguir la total recuperación, se evalúa el valor genético del individuo para entrar en programas de cría en cautividad, y sus posibilidades de cara a participar en las labores educativas con los visitantes del centro.
En todo momento se tiene en cuenta la calidad de vida que se ofrece al animal y el sufrimiento que pueden suponer las lesiones que presente, debiéndose optar por eutanasiar humanitariamente a aquellos que no cumplan las condiciones fijadas en el protocolo del centro.
La suelta de animales suele aprovecharse para sensibilizar a la población y realizar actividades formativas. El trabajo termina generalmente con un seguimiento del animal para controlar la eficacia del esfuerzo realizado.

## Personal y voluntariado

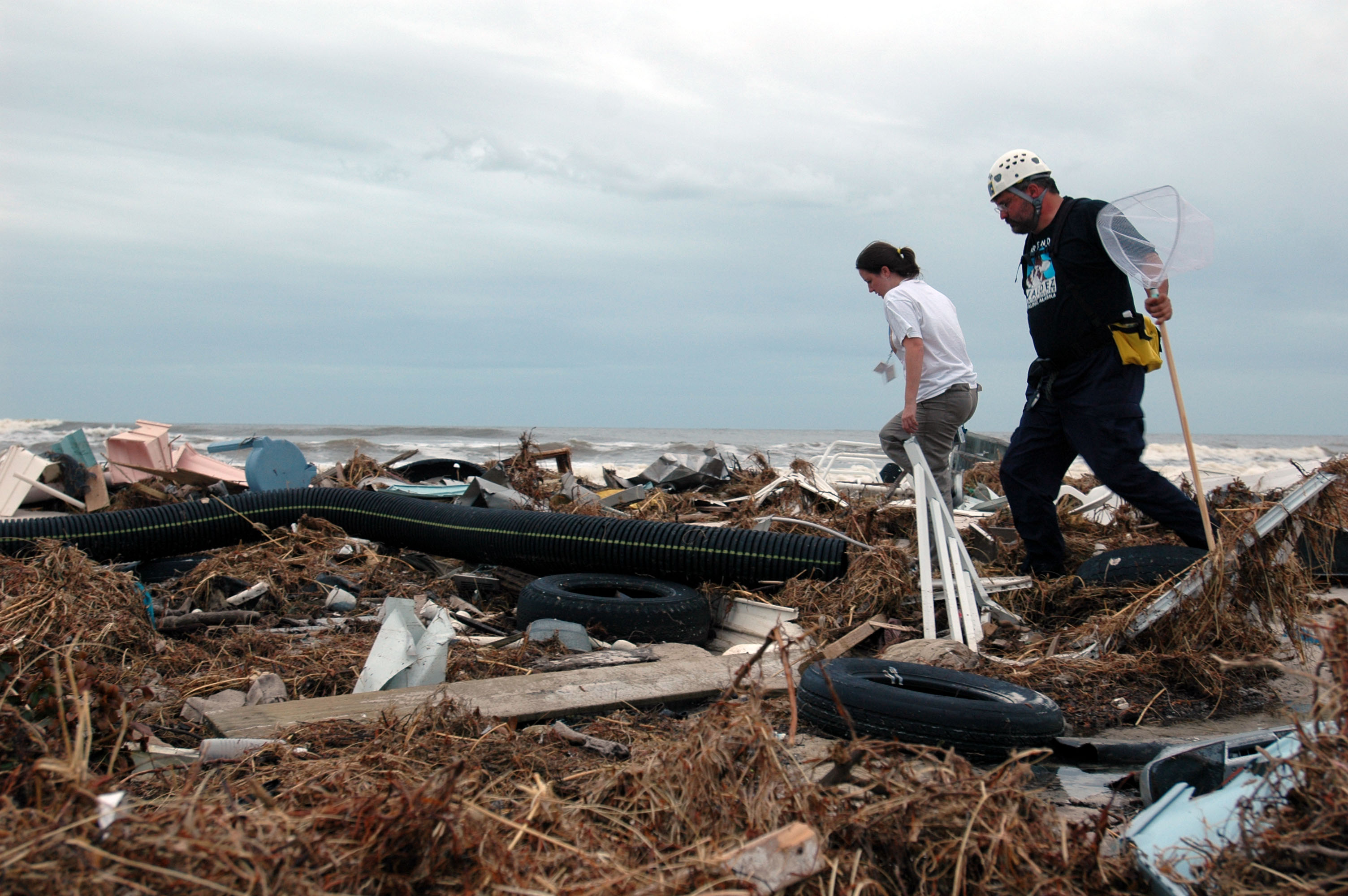
Voluntarios buscando animales heridos tras el huracán Iván.

La recuperación de fauna salvaje se lleva a cabo en centros especializados que cuentan con profesionales preparados específicamente para ello: veterinarios, biólogos, etc. Y dado que suponen una oportunidad para veterinarios recién graduados para adquirir experiencia en un campo relativamente nuevo, algunos centros han llegado a convertirse en hospitales de enseñanza acreditada y ofrecen la posibilidad de internado temporal.
Asimismo, resulta fundamental la ayuda que proporcionan los voluntarios y las personas que alertan de la presencia de animales heridos, puesto que colaboran activamente en el mantenimiento, vigilancia y manejo de los mismos.

## Instalaciones
El grado de sofisticación de las instalaciones y la disponibilidad de medios más o menos modernos dependen de la economía del propio centro, pero la mayoría dispone de las siguientes zonas:

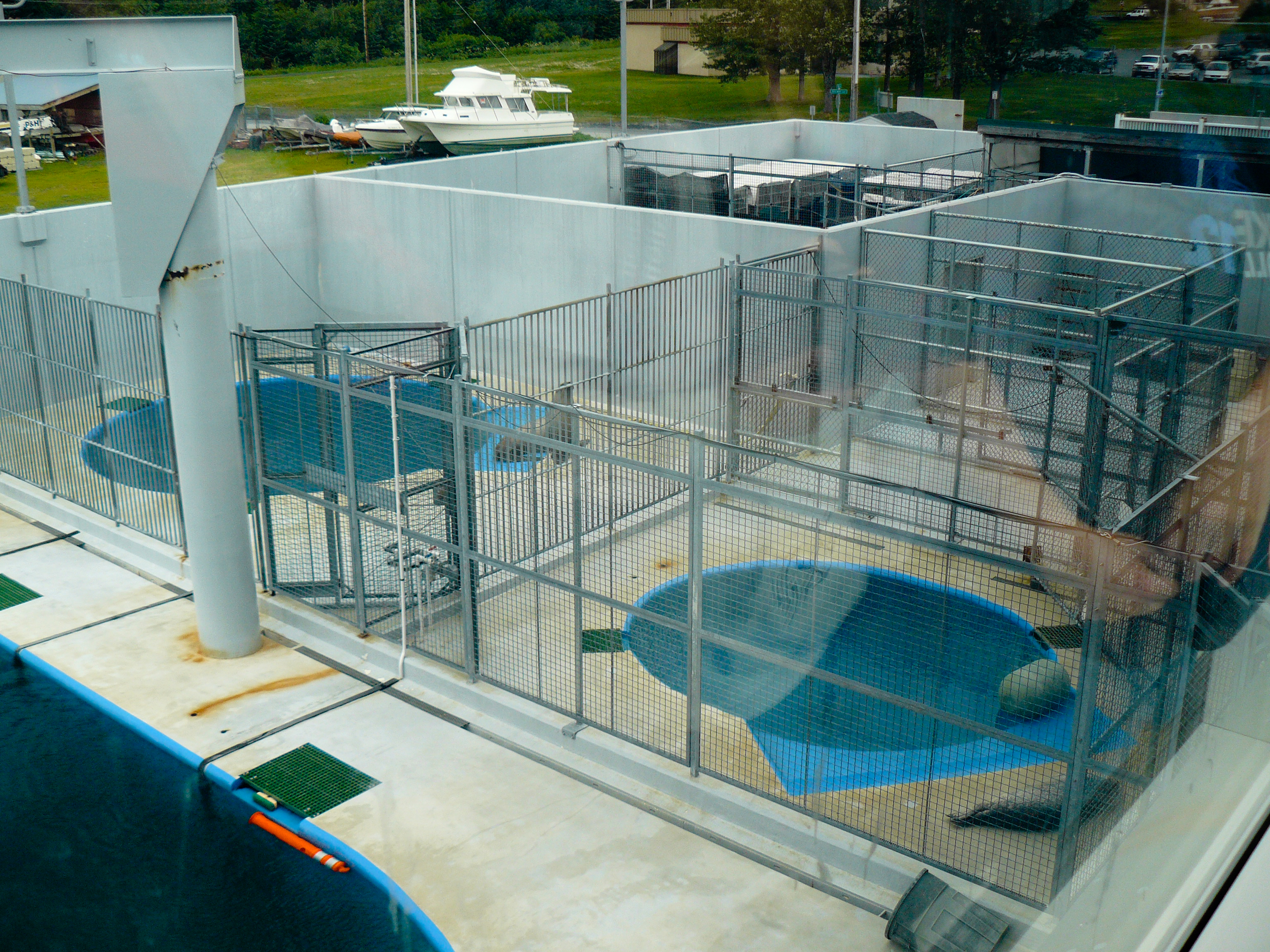
Piscinas para focas.

- Mantenimiento de animales: ocupa la mayor parte del centro, ya que es la parte dedicada a alojar a los animales en jaulas o piscinas, y donde se llevan a cabo ejercicios para muscular extremidades tras periodos de inactividad por lesiones. Disponen de medidas que permitan realizar las cuarentenas adecuadamente, y están fabricadas con materiales que garantizan una correcta limpieza y desinfección. Suelen contar con algún espacio para cuidados intensivos e incubadora para atender y monitorizar a los animales más débiles.
- Cocina y almacén: para preparar dietas adaptadas para cada individuo.
- Clínica y quirófano: con una pequeña farmacia y una zona para la realización de necropsias.
- Laboratorio: el más sencillo dispone al menos de un microscopio y material para realizar análisis de sangre y heces. Es el lugar donde se llevan a cabo labores de investigación.
- Educación: con material de divulgación para la realización de talleres para los visitantes.
- Dirección y gestión: desde donde se coordina el trabajo de todo el centro.

## Legislación

Servicio de Pesca y Vida Silvestre de los Estados Unidos.

En la mayoría de países de Europa y América, está prohibida la tenencia y posesión de fauna salvaje sin el correspondiente permiso. El vulnerar esta norma no sólo pone en peligro la salud y el bienestar del animal, sino que es un riesgo para la salud de la propia persona, la de su familia, la de sus mascotas, e incluso puede ser considerado un riesgo para la Salud pública. Además del daño físico que, debido a su naturaleza, puede provocar un animal salvaje, puede comportarse como vector de múltiples enfermedades, y de hecho muchos actúan como reservorios de enfermedades que pueden estar relativamente controladas en nuestra sociedad, como la tuberculosis o la rabia.

### Servicio público
Desde que los centros pasaron a estar directa o indirectamente bajo el control gubernamental, se han convertido en lugares a los que la gente puede acudir en caso de problemas relacionados con fauna silvestre.

## Críticas
Las críticas se apoyan en el punto de vista naturalista de que los animales que requieren rehabilitación deberían ser dejados en la naturaleza para evitar interferir en el ciclo de la vida.